# Marcus Claudius Marcellus (consul in 51 v.Chr.)
Marcus Claudius (M.f.M.n.) Marcellus (?-45 v.Chr.) was een voornaam Romeins staatsman en orator. Hij was consul in 51 v.Chr. (AUC 703) en staat vooral bekend om zijn zeer felle tegenstand tegen Gaius Julius Caesar.
Marcellus is een belangrijke senator in de 1e eeuw v.Chr. en stamt uit de plebejische tak van de gens Claudia. Door zijn vriendschap met Marcus Tullius Cicero en Marcus Porcius Cato kan hij tot de groepering van de optimates worden gerekend. Een zeer belangrijke gebeurtenis tijdens zijn consulaat is het laten geselen van een senator uit Novum Comum, een daad die hij stelt omdat hij vindt dat het burgerschap verleend aan die kolonie door Caesar, illegaal is. Nadien wordt hij gematigder en tijdens de burgeroorlog zal hij, hoewel hij zich aansluit bij het leger van Gnaeus Pompeius Magnus in Epirus, nooit echt een kant kiezen en aandringen op onderhandelingen. Na de Slag bij Pharsalus gaat hij in vrijwillige ballingschap naar Mytilini en wanneer hij terugkeert naar Rome, wordt hij op 26 mei 45 v.Chr. vermoord in de Piraeus.

## Vroege carrière
Er is niet veel bekend over het leven van Marcus Claudius Marcellus voor zijn consulaat. Het wordt aangenomen dat hij in 65 v.Chr. samen met Marcus Porcius Cato quaestor was. In 63 v.Chr., tijdens het consulaat van Cicero, wordt hij vermeld als een van de drie meest vooraanstaande senatoren (naast Marcus Licinius Crassus en Quintus Metellus Scipio) die in de nacht van 19 op 20 oktober naar het huis van Cicero gaan om hem te waarschuwen voor de staatsgreep van Catilina. In 56 v.Chr. is hij samen met Publius Clodius Pulcher aedilis curulis en helpt hij in februari Cicero in zijn verdediging van Milo tegen diezelfde Clodius. In 54 v.Chr. wordt hij praetor en in datzelfde jaar geeft hij een redevoering voor Marcus Aemilius Scaurus. In 52 v.Chr. geeft hij eens te meer een redevoering, ditmaal voor Manlius op het proces van Milo. Op dat doodsproces zorgde hij voor het tegenverhoor, maar moest hij de soldaten van Pompeius inroepen voor bescherming tegen de bendes van de vermoorde Clodius (een lid van de patricische tak van de gens Claudia) om te kunnen spreken. In 52 v.Chr. wordt Marcellus verkozen tot consul van het volgend jaar.

## Consulaat en strijd tegen Caesar
In 51 v.Chr. is Marcus Claudius Marcellus consul, samen met Servius Sulpicius Rufus. Zijn voornaamste bezigheid als consul was Caesar proberen te vervangen als gouverneur van Gallia Cisalpina, Gallia Transalpina en Illyria voordat zijn verlengde termijn afgelopen was en het verhinderen dat hij zich opnieuw kandidaat voor het consulaat zou kunnen stellen.
Hij stelt ook dat het verlenen van burgerrechten door Caesar aan de kolonie Novum Comum ongeldig is. Marcellus' familie had al een verleden met Comum: zijn roemruchte voorvader (eveneens) Marcus Claudius Marcellus had getriomfeerd over een opstand van die stad. Caesar had het namelijk met de lex Vaetinia voor 5.000 kolonisten mogelijk gemaakt zich in deze Latijnse kolonie in Gallia Cisalpina te vestigen en aan hen het Romeinse burgerrecht verleend. Dit stond consul Marcellus niet geheel naar zijn zin en in Rome laat hij een senator afkomstig uit Novum Comum geselen. Dit was behalve een zeer brutale ook een symbolische daad: hiermee gaf hij te kennen dat hij zijn burgerrecht niet erkende.
Hij probeert Caesar te laten vervangen als proconsul van de bovengenoemde provincies, en zet de termijn hiervoor op 1 juni. Uiteindelijk laat hij deze termijn vallen, maar door tegenstand van Sulpicius en de tribunen (waarvan sommigen onder invloed van Caesar handelen) slaagt hij er niet in een voltallige senaatszitting tot stand brengen tot 30 september. Daar eist hij een resolutie over dit onderwerp voor 1 maart van 50 v.Chr.. Twee maanden later roept Caelius op tot een actie onder leiding van de consuls tegen de Parthen. Pompeius en de meerderheid van de senaat volgen hem niet in zijn strijd tegen Caesar, omdat ze bang zijn voor een openlijke breuk. Enkel Cato steunt hem. In 50 v.Chr. onderhandelt Marcellus met de volkstribunen om de blokkering van Curio (een beschermeling van Caesar) ongedaan te maken. Hoewel hij een tegenstander van Caesar is, vertrouwt hij Pompeius niet. Wanneer op 1 januari 49 v.Chr. het voorstel van Caesar om gelijktijdig met Pompeius zijn commando neer te leggen, verworpen wordt, is Marcellus de enige van de tegenstanders van Caesar die de senaatszaken niet in de handen van Pompeius wil concentreren. Ook wanneer hij troepen wil oproepen, stuit hij op weerstand. Marcellus zal een van de eerste senators zijn die uit Italië wegvlucht. Hoewel hij zich bij Pompeius in Epirus voegt, zal hij niet actief deelnemen aan de strijd. Hij voorziet het falen van de strategie van Pompeius en stuurt constant aan op matigheid en verzoening. Na de slag van Pharsalus gaat Marcellus in vrijwillige ballingschap naar Mytilene.

## Ballingschap en dood
Tijdens zijn ballingschap wordt hij zeer sterk bewonderd door Brutus, die lofzangen over zijn deugd en karaktersterkte schrijft en kort Marcellus in Mytilene bezoekt. Cicero en Marcellus’ neef Gaius Claudius Marcellus (consul in 50 v.Chr.) zenden hem veel brieven om hem te verzoeken zich te berusten in de politieke verhoudingen en Caesar vergiffenis te vragen, maar Marcellus geeft hier geen gehoor aan en verdiept zich in de retorica en filosofie. Nadat Caesar Mytilene had voorbijgevaren zonder Marcellus te bezoeken, vraagt Lucius Calpurnius Piso, de schoonvader van Caesar, tijdens een senaatszitting (47 v.Chr.) de vergiffenis van Marcellus. Gaius Claudius Marcellus, hier eerder vernoemd, smeet zich aan Caesars voeten en smeekte voor de vergiffenis van zijn neef. De gehele senaat sloot zich hier bij aan. Caesar stemt toe en Cicero, zeer door dit teken van mildheid geëmotioneerd, gelooft plotseling rotsvast dat er beter tijden ophanden zijn. Hij stopt zijn zelfopgelegde stilzwijgen en houdt voor de senaat zijn Pro Marcello Oratio, wat eigenlijk voornamelijk een lofzang op Caesar is. Marcellus zelf twijfelt nog om Caesars genade te aanvaarden, maar geeft uiteindelijk toe. In de nacht van 26 mei 45 v.Chr. wordt Marcellus, na een onderhoud met Servius Sulpicius Rufus, zijn collega consul in 51 v.Chr. en nu proconsul van Achaia, dodelijk verwond door Magius Cilo, een van zijn eigen mannen, in de Piraeus. Hij krijgt een messteek in de maag en een achter zijn oor. Nog voor de dageraad overlijdt hij aan zijn wonden, voordat Sulpicius hem bereikt. Magius Cilo, zijn moordenaar, had al zelfmoord gepleegd.

## Nagedachtenis
Na zijn dood wordt Marcus Claudius Marcellus door Sulpicius verbrand in de Academia, en krijgt hij daar een permanent marmeren gedenkteken. Cicero wordt door hem ingelicht en is zeer ontredderd. Hij verdenkt eerst Caesar ervan betrokken te zijn bij de moord, maar Brutus overtuigt hem ervan dat dit niet het geval is. Na zijn dood wordt Marcellus voornamelijk herdacht als een standvastig, consequent man met een groot redenaarsvermogen. In verschillende geschriften wordt hij net onder Cicero geplaatst in deze kunst. Tijdens zijn leven werd hem ook lof bezongen door Cicero, hoewel Caelius in zijn brieven aan laatstgenoemde Marcellus vooral typeert als een traag en inefficiënt persoon.